# J. H. Binford Peay III.

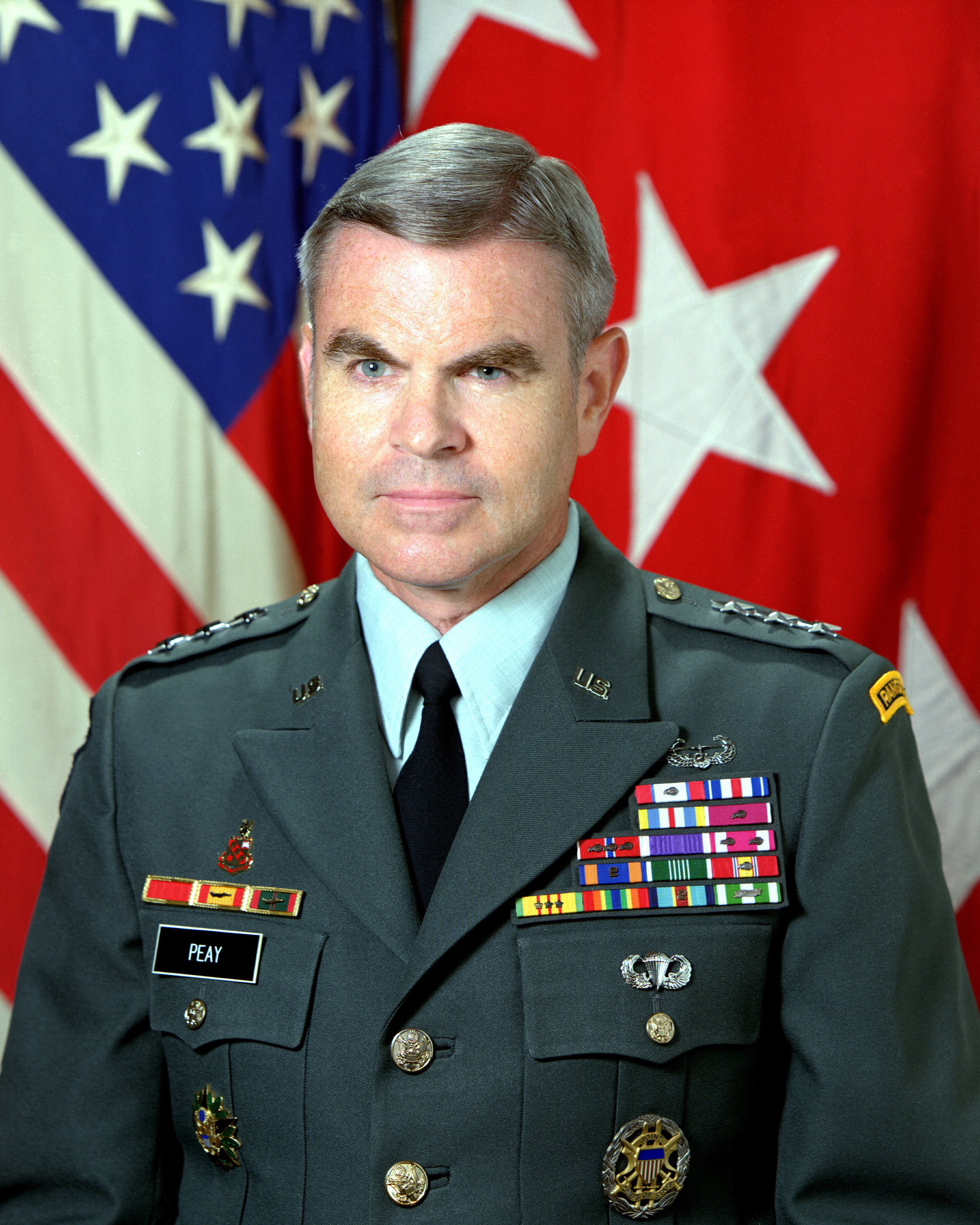
Lieutenant General J.H. Binford Peay III., 1991.

James Henry Binford „Binnie“ Peay III. (* 10. Mai 1940 in Richmond, Virginia, USA) ist ein ehemaliger General der US Army und ehemaliger Kommandeur des US Central Command (CENTCOM), zuständig für US-amerikanische Militäroperationen in 25 Ländern im Nahen Osten in der Region zwischen dem Horn von Afrika und Zentral-Asien und Befehlshaber über zeitweise 250.000 US-Soldaten. Peay übernahm das Kommando am 5. August 1994 von General Joseph P. Hoar und wurde am 13. August 1997 von General Anthony C. Zinni abgelöst und trat in den Ruhestand. Seit dem 1. Juli 2003 ist er Superintendent des Virginia Military Institute.

## Militärische Laufbahn
Peay graduierte 1962 am Virginia Military Institute mit einem Bachelor of Science in Bauingenieurwesen. Zudem hat er einen Master of Arts der George Washington University und ist Absolvent des US Army War College und des Command and General Staff College. Nach seinem Abschluss 1962 erhielt Peay sein Offizierspatent als Second Lieutenant der Artillerie. Seine ersten Verwendungen hatte er in Deutschland und Fort Carson in Colorado. Vom Dezember 1964 bis zum September 1966 diente er als Aide-de-camp des Kommandierenden Generals der 5th Infantry Division in Fort Polk in Texas.
Peay diente zwei Runden (tours of duty) im Vietnamkrieg. Während seiner ersten Dienstzeit in Vietnam vom Mai 1967 bis zum Juli 1968 kommandierte er die Stabskompanie der I. Field Force Vietnam des Military Assistance Command, Vietnam und zugleich Batterie B, 4. Bataillon, 42. US-Artillerieregiment der 4th Infantry Division im zentralen Hochland. Während seiner zweiten Runde vom August 1971 bis zum Juni 1972 diente er als assistierender Operationsoffizier der 3. Brigade der 1st Cavalry Division und als Operationsoffizier (S3) des 1. Bataillons, 21. US-Artillerieregiment der Division.
Nach seinem Dienst als Offizier der Feldartillerie im Army Military Personnel Center in Washington (D.C.) wurde Peay 1975 nach Hawaii versetzt und kommandierte dort das 2. Bataillon, 11. US-Feldartillerieregiment der 25th Infantry Division. Nach dem Abschluss am US Army War College in Pennsylvania kehrte er nach Washington (D.C.) zurück und diente dort als Senioradjutant des Vorsitzenden der Joint Chiefs of Staff und später als Leiter der Army Initiatives Group im Büro des stellvertretenden Stabschef für Operationen und Planung im Hauptquartier der US Army. Danach wurde er nach Fort Lewis, Washington, versetzt und diente dort als assistierender Stabschef und G-3/Direktor für Planung und Ausbildung des I. US-Korps. Später übernahm er das Kommando der Artillerie der 9th Infantry Division.

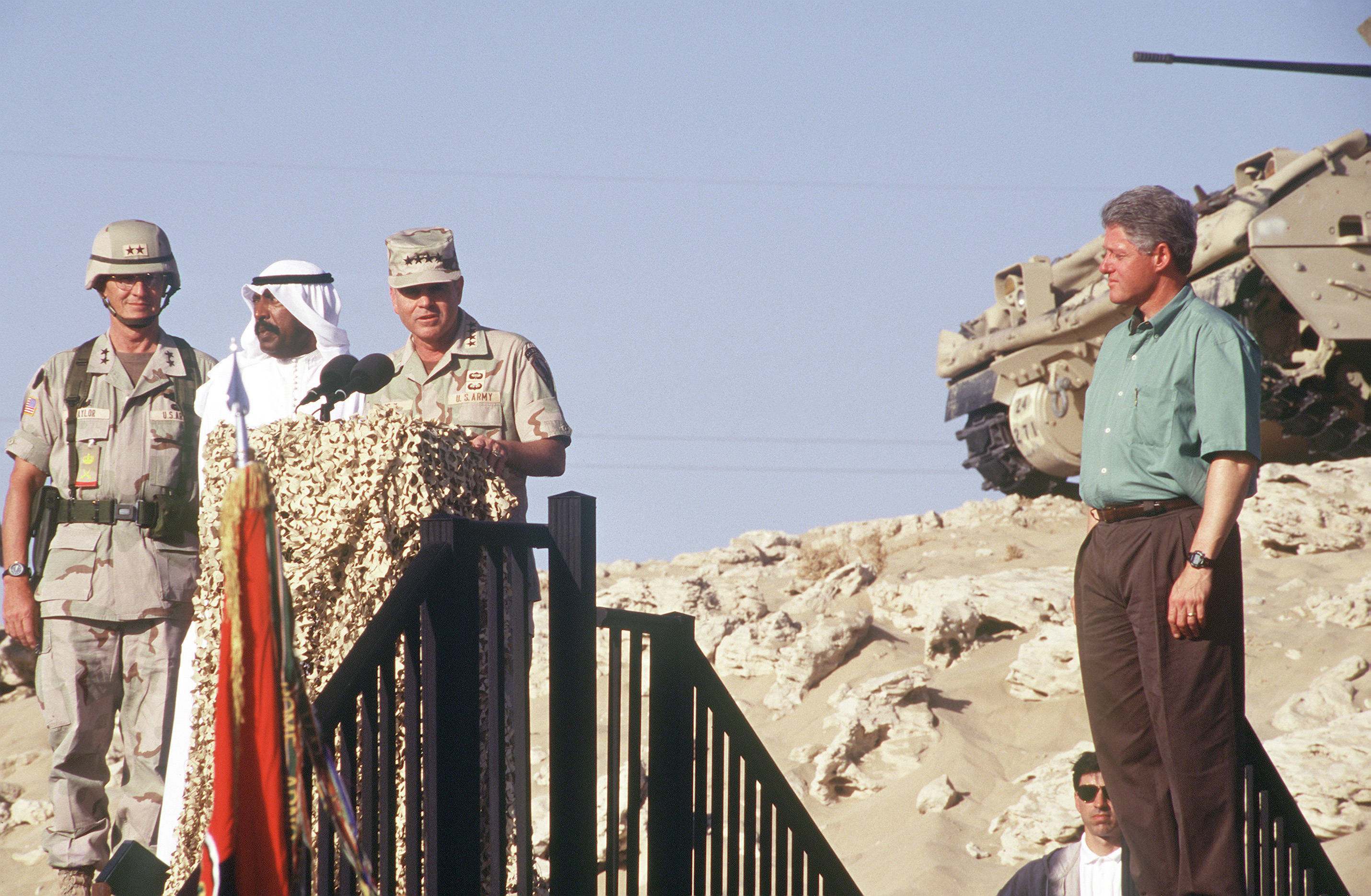
Peay mit US-Präsident Clinton, 1994.

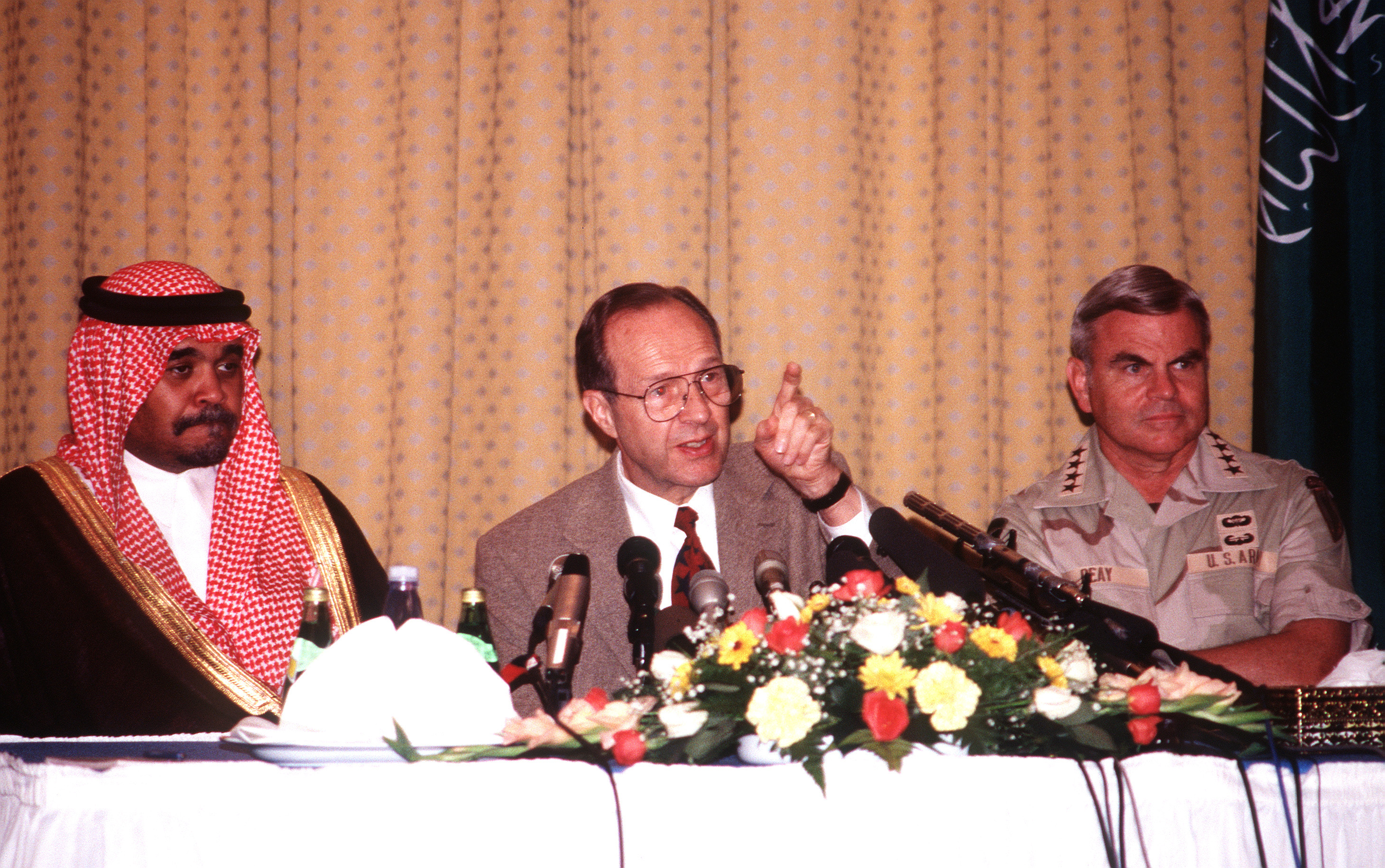
Peay US-Verteidigungsminister William J. Perry, 1996.

1985 kehrte er nach Washington (D.C.) zurück und diente als ausführender Offizier des Chief of Staff of the Army, General John A. Wickham Jr. Zwei Jahre später, im Juli 1987, übernahm er in Fort Campbell, Kentucky, den Posten des assistierenden Divisionskommandeurs (Operationen) der 101. US-Luftlandedivision. Im Juli 1988 diente er dann ein Jahr lang als stellvertretender Kommandant des Command and General Staff College in Fort Leavenworth, Kansas.
Am 3. August 1989 kehrte Peay zurück nach Fort Campbell und übernahm das Kommando über die 101. US-Luftlandedivision und führte diese während der Operationen Desert Shield/Storm, dem Zweiten Golfkrieg. Im Juni 1991 wurde er zum Lieutenant General befördert und diente bis zum März 1993 als stellvertretender Stabschef für Operationen und Planung im Hauptquartier der US Army unter General Gordon R. Sullivan und war zugleich Senior Vertreter der Army im US Military Committee bei den Vereinten Nationen. Am 26. März 1993 wurde Peay zum General befördert und übernahm den Posten des 24. Vice Chief of Staff of the Army und war damit General Sullivans Stellvertreter. Diese Amtszeit dauerte jedoch nur kurz an, denn am 5. August 1994 übernahm Peay das Kommando über das US Central Command auf der MacDill Air Force Base in Florida. Dieses Kommando hatte er bis zum 13. August 1997 inne und trat dann in den Ruhestand.

## Zivile Beschäftigungen
Nach seiner Pensionierung wurde Peay 1997 Direktor bei United Defense Industries (UDI). Als BAE Systems 2005 UDI übernahm, ging Peay in den Vorstand des Nordamerikanischen Tochterunternehmens BAE Systems Inc.
Zudem war Peay seit März 2000 Vorstandsmitglied der Allied Research Corporation, einer Rüstungs- und Sicherheitsfirma, die Mittelkaliber-Munition und Sicherheitssysteme verkauft. Im Januar 2001 wurde er zum Vorstandsvorsitzenden und CEO ernannt. 2003 wurde die Firma in Allied Defense Group umbenannt. Peay gab diesen Posten im Juni 2003 auf und übernahm am 1. Juli desselben Jahres den Posten des Superintendenten des Virginia Military Institutes. Er blieb jedoch im Vorstand von Allied. Zudem ist er Vorsitzender des Kuratoriums der National Defense University.
Peay ist verheiratet und hat zwei Söhne, die beide bei den US-Streitkräften dienen.

## Auszeichnungen
Auswahl der Dekorationen, sortiert in Anlehnung der Order of Precedence of the Military Awards:
- Defense Distinguished Service Medal
- Army Distinguished Service Medal (2 x)
- Silver Star
- Legion of Merit (2 x)
- Bronze Star (4 x)
- Purple Heart
- Meritorious Service Medal
- Air Medal
- Army Commendation Medal